# Лапшина
Лапшина је насељено место у саставу општине Свети Мартин на Мури у Међимурској жупанији, Хрватска. До територијалне реорганизације у Хрватској налазила се у саставу старе општине Чаковец.

## Становништво
На попису становништва 2011. године, Лапшина је имала 148 становника.

## Попис1991.
На попису становништва 1991. године, насељено место Лапшина је имало 216 становника, следећег националног састава:
| Попис 1991.‍  | Попис 1991.‍  | Попис 1991.‍ | Попис 1991.‍ | Попис 1991.‍ |
| ------------ | ------------ | ----------- | ----------- | ----------- |
|              |              |             |             |             |
| Хрвати       | Хрвати       |             | 205         | 94,90%      |
| Словенци     | Словенци     |             | 3           | 1,38%       |
| Словаци      | Словаци      |             | 1           | 0,46%       |
| неопредељени | неопредељени |             | 1           | 0,46%       |
| непознато    | непознато    |             | 6           | 2,77%       |
| укупно: 216  |              |             |             |             |